# Усадище (Хваловское сельское поселение)
Усадище — деревня в Хваловском сельском поселении Волховского района Ленинградской области.

## История
Деревня Усадище упоминается на карте Санкт-Петербургской губернии А. М. Вильбрехта 1792 года к северу от современного расположения.
Там же деревня Усадище упоминается на карте Ф. Ф. Шуберта 1844 года.

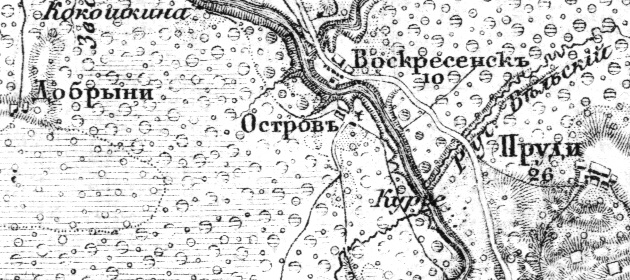
Деревня Усадище (Остров) на карте 1872 года

Согласно карте Ф. Ф. Шуберта 1872 года в деревне находилась ветряная мельница.
В конце XIX — начале XX века деревня административно относилась к Сугоровской волости 1-го стана 1-го земского участка Тихвинского уезда Новгородской губернии.

УСАДИЩЕ — деревня Прудского сельского общества, число дворов — 22, число домов — 22, число жителей: 78 м. п., 90 ж. п.; 

Занятие жителей — земледелие, лесные заработки. При реках Сясь и Кусега. Мелочная лавка, смежна с погостом Воскресенским. (1910 год) 

Согласно военно-топографической карте Петроградской и Новгородской губерний издания 1915 года деревня Усадище располагалась к северу от современного расположения, на правом берегу реки Сясь, близ деревни Остров. На её современном месте расположения обозначена деревня, также под названием Остров.
С 1917 по 1918 год деревня входила в состав Сугоровской волости Тихвинского уезда Новгородской губернии.
С 1918 года в составе Череповецкой губернии.
С 1927 года в составе Воскресенского сельсовета Тихвинского района.
С 1928 года в составе Волховского района. В 1928 году население деревни составляло 156 человек.
Согласно карте Ленинградской области Северо-западного аэрогеодезического треста ГГУ издания 1932 года деревня насчитывала 10 крестьянских дворов.
По данным 1933 года деревня Усадище входила в состав Воскресенского сельсовета Волховского района.
С 1946 года в составе Новоладожского района.
В 1958 году население деревни составляло 46 человек.
С 1963 года вновь в составе Волховского района.
По данным 1966 и 1973 годов деревня Усадище также входила в состав Воскресенского сельсовета.
По данным 1990 года деревня Усадище входила в состав Хваловского сельсовета.
В 1997 году в деревне Усадище Хваловской волости проживали 9 человек, в 2002 году — 8 человек (все русские).
В 2007 году в деревне Усадище Хваловского СП — 4 человека.

## География
Деревня расположена в юго-восточной части района близ автодороги А114 (Вологда — Новая Ладога).
Расстояние до административного центра поселения — 16 км.
Расстояние до ближайшей железнодорожной станции Колчаново — 38 км.
Деревня находится на левом берегу реки Сясь.

## Демография
| 1910 | 1997 | 2007 | 2010 | 2017 |
| ---- | ---- | ---- | ---- | ---- |
| 168  | ↘9   | ↘4   | ↗7   | ↘1   |

Согласно данным Всероссийской переписи населения 2021 года в деревне не было постоянного населения.